# Уплісцихе
41°58′ пн. ш. 44°09′ сх. д. / 41.967° пн. ш. 44.150° сх. д.
Уплісцихе (груз. უფლისციხე — фортеця владики) — скельне місто (городище), пам'ятник грузинської культури, розташований за 15 км на схід від міста Горі на лівому березі річки Кура.
Городище було засновано наприкінці II — на початку I тисячоліття до н. е. У елліністичну й пізньоантичну епохи (IV столітті до н. е. — IV столітті) було впливовим язичницьким релігійним, політичним і культурним центром Грузії. Відтоді майже в первинному вигляді збереглися його чітка урбаністична структура, печерні храми, таємний тунель, зали житлового та господарського призначення, вулиці і площі. Є також залишки фортифікаційної системи, міських воріт і інших наземних споруд, збудованих з тесаного каменю та кругляка. Археологічними розкопками виявлені багато зразків золотих, срібних і бронзових прикрас, кераміки і скульптури.
В 337 році, після проголошення християнства державною релігією в Грузії, роль і значення Уплісцихе різко знизилися. Але потягом 9—10 століть місто було резиденцією грузинських царів. В епоху пізнього середньовіччя життя в Уплісцихе поступово завмерло, а у XIX столітті повністю занепало.
Пам'ятник розчищений і частково укріплений. Зараз Уплісцихе — значний туристичний центр Грузії.

## Історія

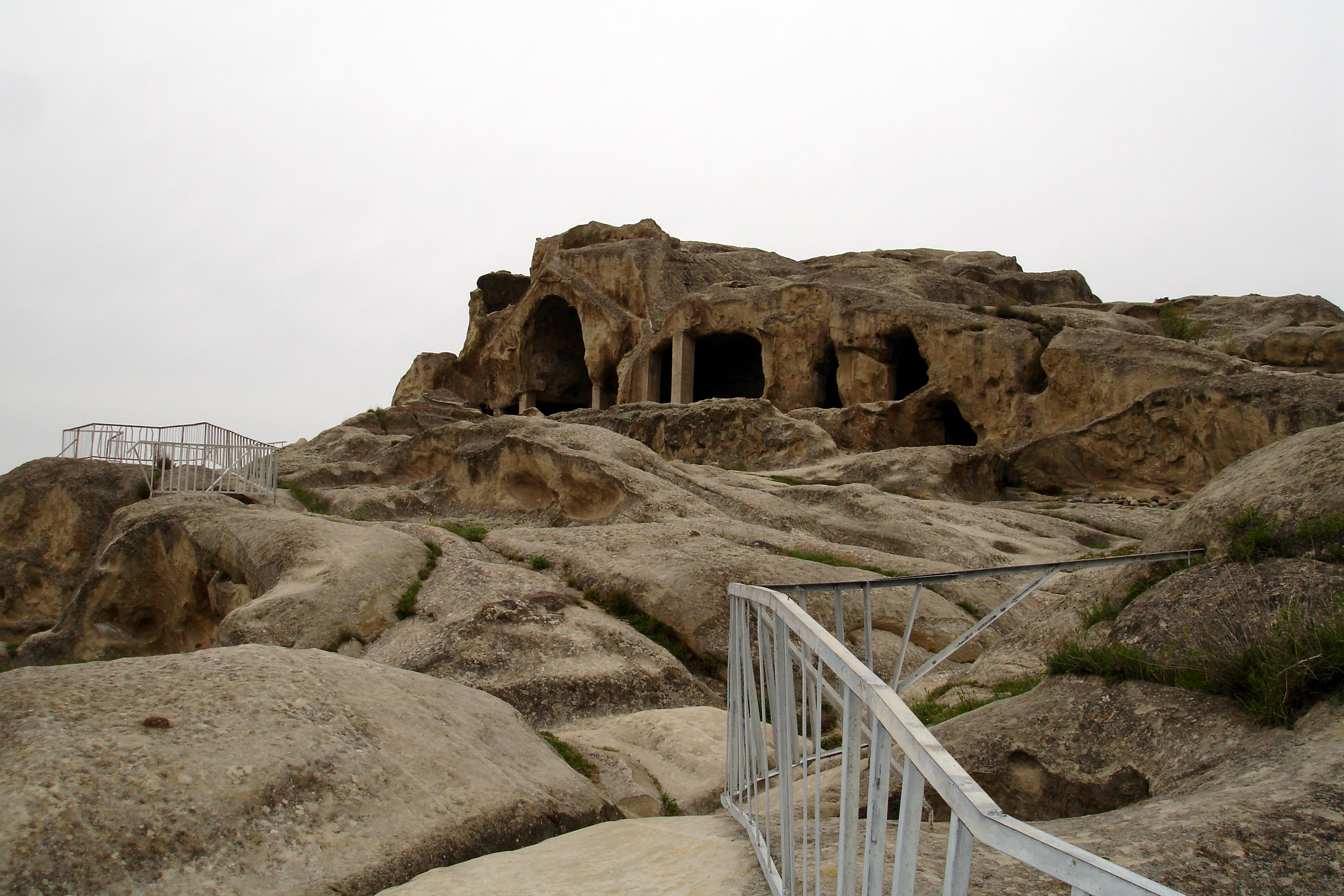
Сучасний вигляд стародавнього міста.

У письмових джерелах збереглося досить багато відомостей про Уплісцихе, але вони висвітлюють лише окремі епізоди з історії міста. Образно характеризує Уплісцихе відомий історик і географ XVIII століття Вахушті Багратіоні, який вказував, що воно було містом до приходу військ Чингізхана у 13 столітті і 
|  | ...нині зруйноване. Тут є будови незвичайні, висічені в скелі, зали великі, видовбані також у скелі, великий тунель, пробитий до річки Кури. На заході прямовисна скеля і всередині неї величезні печери, нині недоступні... це високе місце іменується Уплісцихе. |

### Назва
Назву Уплісцихе місто, можливо, отримало ще на початку своєї історії, коли тут з'явилися видовбані в скелі перші храми й їхні служителі-волхви. Серед них виділився один наділений божественною силою Боголюдина, владика, резиденція якого вже за природними даними була справжньою фортецею.

### Виникнення
Ймовірно, скеля — символ могутності і вічності — привела сюди людину, яка надала природній печері магічне значення і, «оселивши» в ній своїх богів, ходила поклонятися їм. Згідно з археологічними матеріалами, це відбулося наприкінці II тисячоліття до н. е.
Родючі землі навколо скелі було освоєно набагато раніше, ще в епоху ранньої бронзи. Надалі спостерігається поступовий підйом економічного і культурного рівня цього регіону. За три кілометри на захід від Уплісцихе, на горбі Катланісхеві, виникає досить велике святилище з комплексом храмових споруд, яке протягом декількох століть відіграє важливу роль в духовному житті тутешнього населення. На початку I тисячоліття до н. е. в результаті пожежі святилище припиняє своє існування. Боги Катланісхеві, включно з головним — пов'язаним із сонцем — жіночим божество, «переселяються» в Уплісцихе.
Історичні джерела говорять про те, що засновником Уплісцихе був князь Уплос. Наприкінці ІІ сторіччя до н. е. помер цар Мцхетоса (старший сина Картлоса, внук Фогарми, з роду Іафета), залишилися три його сини — Уплос, Джавахос і Озархос, з яких перший став спадкоємцем батьківської влади. І за часів його висічена в кам'яній горі фортеця, названа Уплісцихе.
Популярність Уплісцихе росла. Число його шанувальників збільшувалося, зростала й кількість жертовних підношень. Ймовірно, з'явилися і перші штучні печери, які зараз через значні переробки важко виявити.

### IV—I сторіччя до н.е.

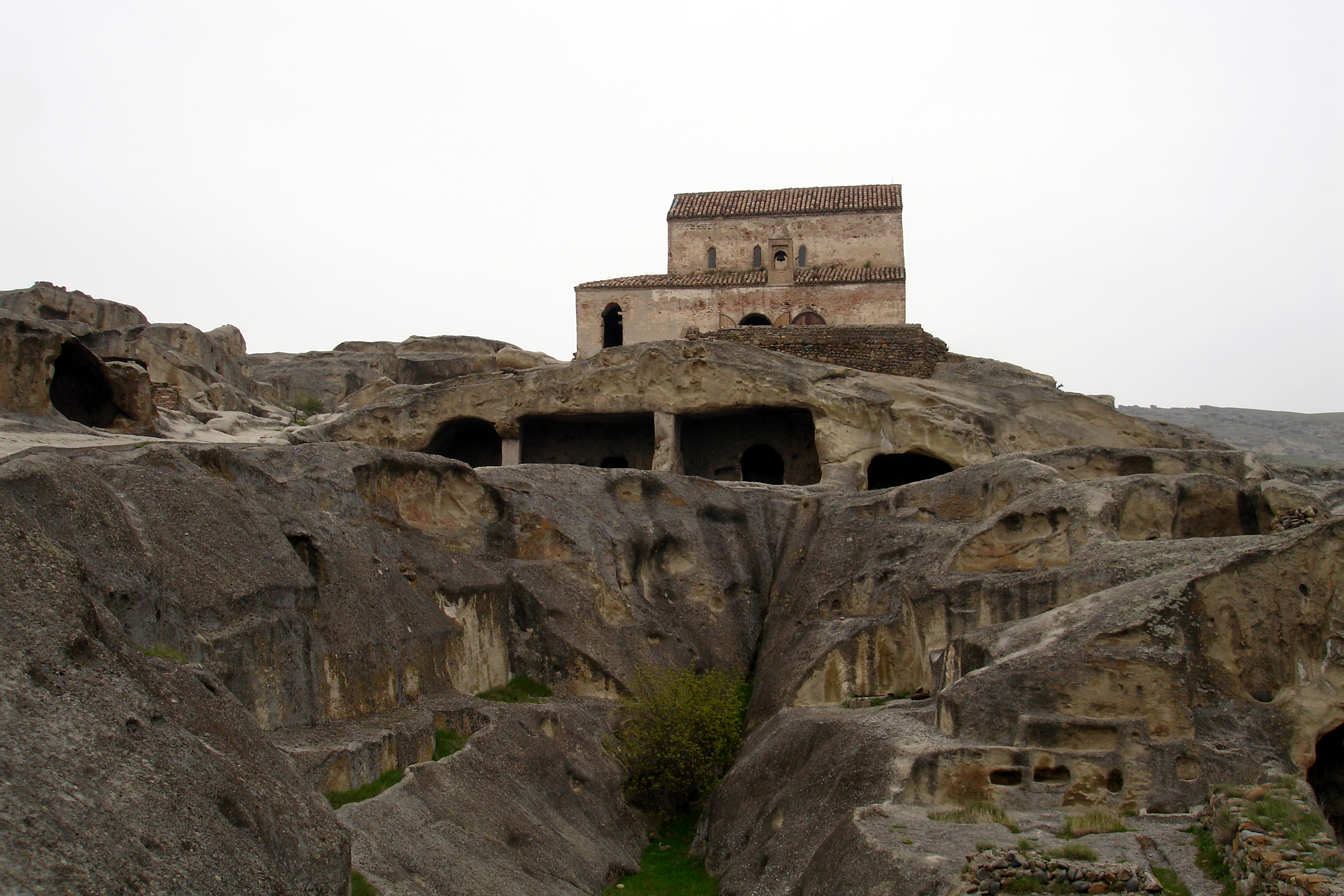
Вид на центральну частину міста.

Уплісцихе став містом тільки в IV столітті до н. е. У цей час відбувається формування Східно-Грузинського царства (Картлі, Іберія), багато поселень міського типу набувають зовнішності міст, а трохи пізніше Мцхета стає столицею країни.
Уплісцихе відрізнявся від цих міст своїм функціональним призначенням і, відповідно, зовнішнім виглядом. Він був храмовим містом і, ймовірно, єдиним у всій Східній Грузії. Разом з тим, якщо врахувати грандіозність міста, масштаби витраченої праці і ресурсів на його будівництво, а також підтримка царями, слід думати, що він був святилищем загальнодержавного значення. Існування подібного міста в стародавній Картлі, яка мала тісні контакти, з одного боку, з цивілізованим Сходом, а з іншої з греко-римською культурою, цілком природно. Становлення Уплісцихе саме культовим містом, сприяли сама скеля, що вважалася у той час об'єктом поклоніння, і її стратегічно вигідне розташування на лівому березі річки Кури, уздовж якої виникли всі основні міста стародавньої Грузії. У той час в Уплісцихе так само, як і в Катланісхеві, поклонялися сонцю і іншим небесним світилам, а надалі під верховенством сонця тут зібрався майже весь грузинський язичницький пантеон, у вигляді богів землі (аграрних), підземелля (хтонічних) і води, що підтверджується великою кількістю і різноманітністю уплісцихських культових споруд і археологічних матеріалів. Уплісцихе поступово знаходив авторитет великого святилища і поступово будувався. А в другій половині IV століття до Р.Х, ймовірно, протягом всього декількох десятків років була освоєна вся територія, що займає південний трикутний схил гори Квернаки площею 9,5 га. Тоді ж місто отримало чітку структуру, засновану на певній концепції. У скелі було висічено декілька сотень різних споруд-храмів, громадських будівель, будинків, вулиць, площ, водостоків і таке інше. З міста було винесено тисячі кубічних метрів скельної маси. Витрачені тонни заліза у вигляді всіляких інструментів. Разом з тим були зведені численні наземні споруди, що вимагали також немало праці. Таке будівництво міг дозволити собі лише сильний владика, такий, що має в своєму розпорядженні відповідну кількість рабів і достатні ресурси для успішного завершення цій незвичайно масштабною і надзвичайно трудомісткою роботи.

### Ранньо-феодальний період

Храм з лоджією (реконструкція).

Після оголошення християнства державною релігією в Картлі (337 рік) роль і значення Уплісцихе різко впали. Природно, що нова релігія відразу ж почала переслідувати уплісцихців. Знищення язичницьких святилищ було звичайним заняттям для християн. Місто поступово зменшилося і перетворилося на звичайну фортецю, проте життя в нім продовжувалося. Разом з тим йшла боротьба християнства з язичництвом, яка фактично тривала впродовж всієї подальшої історії Уплісцихе.
У другій половині 6 століття в центрі міста з'явилася наполовину висічена в скелі досить велика (400 м²) тринефна базиліка з двома парами колон, з глибокою підковоподібною апсидою, з перекритим хрестовими зведеннями північним нефом і з південною стіною, зведеною різним каменем.
У VI столітті воно тільки було перероблене і розширене. Спочатку і воно було язичницьким храмом, від якого залишилися лише східна абсида і розташована перед нею ритуальна яма-ботрос.
Церква існувала недовго. Вона руйнувалася, але її не відновили. Також відбулося ще одне перетворення. Колишня християнська святиня стала хлібопекарнею. Засипана свого часу яма була вичищена і перетворена не то в сховищі зерна, не то в темницю. Цей факт є показником відношення жителів Уплісцихе до християнства, відношення, яке добре виявляється даними одного надзвичайно цікавого письмового джерела. У нім охоронці християнської віри проклинають тих жителів Сомхиті і Картлі, які поклоняються ідолам, деревам, скелям, моляться на них 
| удома або поза ним, слухають віщунів …і які служать уплісцихцам, і які почитали дияволів Боріана та ідолів, бо вони суть дияволи і від диявола. …і вони всі будуть покарані разом з чаклунами і дияволом і зрадником Юдою. |
У тексті уплісцихци названі в множині, отже, всі вони, разом з іншими подібними до них, згаданими узагальнено, були визнані ганебними ворогами християн. Виходячи з цього, можна припустити, що Уплісцихе в язичницьку епоху був культовим містом, якому поклонялися жителі всієї Східної Грузії.
Скоріше за все, після прийняття християнства місто довгий час залишалося релігійним центром язичників, що має своїх шанувальників і поза його територією. Під натиском християн язичництво тільки причаїлося, пристосувалося до нової обстановки і так продовжувало існування.

### Середньовічний період

Захисний рів міста.

Уплісцихе призначено було знов вийти на велику арену, ще раз і протягом доволі тривалого часу — майже впродовж трьохсот років, знову грати видатну роль в житті країни. З 9 століття, коли столиця Тбілісі знаходилася в руках арабських завойовників, він перетворився на фактичну резиденцію царів і став опорою для сил, що борються за звільнення і об'єднання країни. Тому в 9—10 століттях грузинські і вірменські правителі часто воювали за нього, бо той, хто володів Уплісцихе, володів і всією Картлі. У 40-х роках IX століття Уплісцихе заволодів правитель Тао-Кларджеті (район Південної Грузії) Баграт Куропалат. А в 904 році Картлі і Уплісцихе завоював цар Егріс-Абхазеті (район Західної Грузії) Костянтин. Вірменський цар Сумбат Тієзерекал рушив великим військом проти нього, підійшов до Уплісцихе і підкорив фортецю хитрістю. Але ненадовго. Незабаром Костянтин знов повернув собі Уплісцихе. У 914 році арабський воєначальник Емір Садж Абуль-Касім прийшов в Картлі і спустошив його, і до його нашестя розібрали стіни Уплісцихе, щоб ворог не оволодів фортецею. Таким чином, грузини не вважали доцільним чинити опір сильному ворогові, але Уплісцихе залишили у такому вигляді, що ворог теж не міг його використовувати.
Абуль-Касім незабаром покинув Грузію. Уплісцихе знов був відбудований. Цар Західної Грузії Гіоргі 
| дав Картлі своєму старшому синові Костянтину і в 924 році посадив його в Уплісцихе, але скоро картлійські сановники намовили його і пробувши три роки в Картлі, він став недругом свого батька і намірився стати царем, і коли він свою мету зробив явною, вступив в Уплісцихе і підтримали його тбійці та багато інших вельмож. А цар Гіоргі, переконавшись у зраді сина, рушив проти нього зі всім своїм військом і привів царів Тао і хорепіськопа Фадлу і підступили вони до Уплісцихе і билися багато днів, але не змогли нанести ніякої шкоди фортеці, в якій стояло численне військо |. Кінець царевича все ж таки був трагічним. Гіоргі підіслав до нього своїх вельмож, які змогли виманити його з фортеці, обіцяючи посадити на престол. Костянтин попрямував до них через Куру на плоту. Коли він переправлявся по річці, він здогадався, що його обдурили, але повернутися назад йому не вдалося. Пліт понесла річка. А зранку його знайшли, він сховався в міжгір'ї у скелі. Цар осліпив і оскопив сина-зрадника, і еріставом Картлі призначив свого другого сина — Леона.

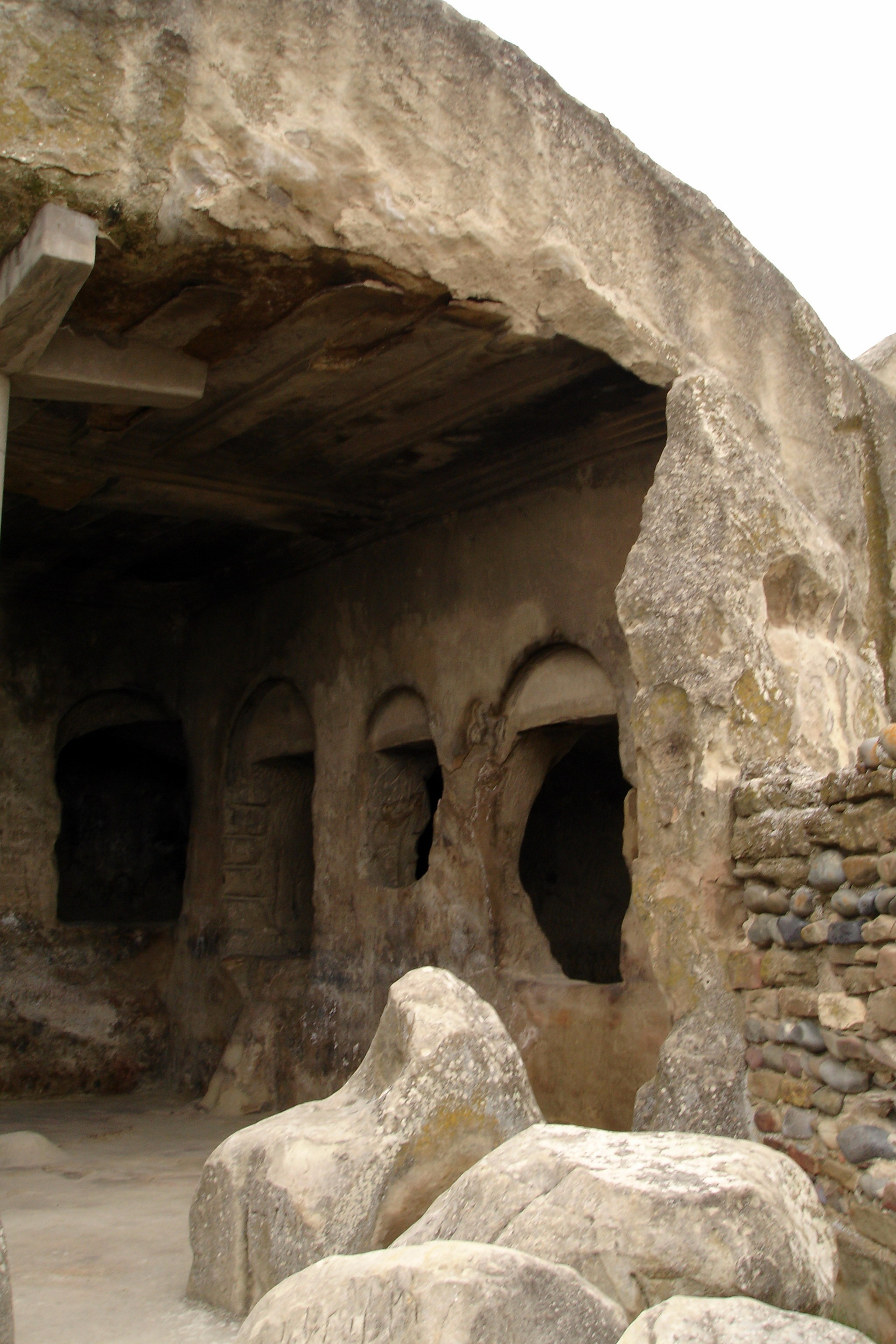
Зал цариці Тамари (двоколонний зал).

Зал цариці Тамари (реконструкція).

З X століття в історичних джерелах згадується село Квахврелі, розташоване на правом берегу Кури, на протилежній стороні Уплісцихе, де досі збереглася висічена в скелі церква. Існують цікаві легенди про взаємозв'язок Уплісцихе і Квахврелі, та і реальних фактів про їхні тісні контакти теж немало.
У 975 році за ініціативою правителя Картлі — Іоане Марушисдзе — цар Тао-Кларджеті Давид Куропалат посадив в Картлі свого малолітнього прийомного сина Баграта, майбутнього об'єднувача Грузії, зробивши його резиденцією Уплісцихе. Картлійські дідебулі в цьому побачили небезпеку обмеження власної влади і звернулися за допомогою до кахетинців, які узяли Уплісцихе і полонили Баграта. У конфлікт знов втрутився Давид Куропалат. Налякані кахетинці скоро звільнили Баграта.
У 978 році Баграт зайняв абхазький престол, а правителем Картлі в Уплісцихе залишив свою матір — Гурандухт. Місцеві дідебулі під керівництвом Кавтара Тбелі і цього разу не захотіли підкорятися центральній владі. Баграт розбив їх у битві при Могнісі, узяв Уплісцихе і знов повернувся до Західної Грузії.
Подальші епізоди історії Уплісцихе пов'язані з довголітніми розбратами між царем об'єднаною Грузни Багратом IV (1027—1072) і еріставом Клдекарі Ліпаритом Багваши. Уплісцихе переходив з рук в руки до тих пір, поки в 1058 році Ліпарита не захопили і не змусили постригтися в ченці.
У документах подальшого періоду Уплісцихе майже не фігурує, проте з упевненістю можна сказати, що його не минули руйнівне для Грузії нашестя Алп-Арслана (1038 рік) і турков-сельджуков (1080 рік).
Уплісцихе в цю епоху був сильною фортецею, найважливішим політичним і адміністративним центром. Перетворившись на феодальну фортецю, він зберіг лише зовнішні габарити, а усередині неї колишні язичницькі храми перетворилися на житлові або господарські приміщення. Їхні високі склепінчасті портики були розділені на два поверхи і при тому так грубо, що висічені в скелі декоративні елементи в багатьох місцях сильно постраждали. А це само собою є ще одним доказом того, що ці споруди до цього не мали житлової функції. Легкій переробці піддався також інтер'єр двоколонного залу. Цього разу, можливо, він перетворився на спокої царів. Тут могла жити і цариця Тамара (рубіж 12—13 століть), раз цей зал традиційно називається її ім'ям. У Уплісцихе зберігся і реальний «слід» прославленої цариці: на вищезазначеній священній дорозі, яка в цей час перетворилася на поселення, на підлозі одного житла знайдена мідна монета з написом на аверсі — «Тамара», а на реверсі — «Велика цариця, оплот миру і віри, Тамара, дочка Георгія, помічниця Месії».
Під час другого відродження кількість населення помітно зросла в передмістях.
Услід за об'єднанням країна посилилася політично і економічно і перетворилася на могутню феодальну монархію Близького Сходу, а після того, як в 1122 році цар Давид Будівник звільнив Тбілісі від арабів, роль і значення Уплісцихе поступово зменшилися.
З 1240 року в результаті спустошливого нашестя орд Чингісхана на Грузію Уплісцихе остаточно занепало.
Але життя не припинялося і в епоху пізнього середньовіччя, що підтверджується низкою археологічних знахідок і письмовими джерелами. Місто входило до складу князівства Саціціано. А у 1467 році цар Костянтин подарував феодалові Зазе Панаськертелі Уплісцихе як вотчину. Разом з тим місто було притулком для жителів навколишніх сіл, що так часто терпіли в ці важкі століття руйнівні напади ворогів, і одночасно залишався культовим, яке, за даними Вахушті Багратіоні, ще в XVIII столітті користувалося великою популярністю в народі.

### 19—21 століття
У 19 столітті Уплісцихе повністю спустіло. Землею і рослинами покрилося все городище. У 1957 році, коли тут почали працювати археологи, виднілися лише церква Уплісцулі і верхівки найвищих скельних залів. Знадобилися велика праця і надзвичайні зусилля багатьох фахівців з його розкопки, розчищення, зміцнення, реставрації і вивчення для якнайповнішого уявлення зовнішності, ролі і значення цього видатного пам'ятника в історії грузинської культури.

## План міста

### Ворота міста ті вітальний храм

1. Священна дорога. 2. Площа перед великими воротами. 3. Великі ворота. 4. Малі ворота. 5. Круглий храм і ритуальний колодязь на малих воротах. 6. Башта на малій брамі. 7. Ніша-жертовник. 8. Житлові будинки. 9. Тунель. 10. Давильня. 11. Площа для розваг. 12. Межова лінія (рів) між південною і центральною ділянками. 13. Спарені жертовні ями. 14. Храм над обривом. 15. Жертовні ями на початку головної вулиці. 16. Сходи на початку головної вулиці. 17. Тристінна молельня. 18. Головна вулиця. 19. Башта-молельня і три напівкруглі башти-контрфорси, прибудовані до огорожі. 20. Ритуальний майданчик. 21. Ніші-жертовники. 22. Трапезна. 23. Храм з круглими балками. 24. Храм з кесонами. 25. Храм за пагорбом. 26. Храм з лоджією. 27. Круглі жертовники. 28. Комплекс Маквліані. 29. Глибокий храм. 30. Великий зал в яру. 31. Трапезна. 32. Давильні. 33. «Аптека». 34. Двоколонний храм (зал цариці Тамари). 35. Купол на головній вулиці. 36. Тристінна молельня і давильня. 37. Довгий храм. 38. Центральна площа. 39. Спарені куполи. 40. Три церкви. 41. Трехнефна базиліка. 42. Будинок з розписом. 43. Церква Уплісцулі. 44. Будинок з люнетом. 45. Середньовічні житла. 46. Нерозкопана частина городища. 47. Комплекс храмів — червоний і простій. 48. Великий храм. 49. Зал з високими сидіннями. 50. Одноколонний зал. 51. Красивий храм. 52. Межова лінія між центральною і північною ділянками. 53. Площа для розваг. 54. Купол-молельня. 55. Три молельні. 56. Давильня. 57. Житлові будинки феодальної епохи. 58. Оборонний рів. 59. Оборонна платформа. 60. Бар'єр оборонної платформи. 61. Північно-східні ворота. 62. Сходи біля воріт. 63. Велике сховище вина. 64. Кругла башта. 65. Північно-західні ворота. 66. Стіна біля воріт. 67. Молельня зального типу. 68. Церква Богоматері. 69. Недоступні печери. 70. Фортечна огорожа.

Уплісцихе часу еллінізму мав чотири входи, орієнтованих за сторонами світу. Серед них головний розташований у південно-східному кутку скелі і є крутим пандусом, що підіймається до центральної частини міста. Саме до нього підходить основна дорога, ведуча зі сходу через храмовий комплекс Цихиагора і місто Каспі і яка йде мостом на лівий берег Кури в селі Квахврелі. Останній відрізок дороги (~150 м) проведений в скелі і є священною її частиною, аналогічно вимощеній кругляками дорозі в місті Вані. Вона виходить на досить велику площу і з головним входом в місто, вочевидь, поєднувалась мостом, перекинутим через захисний рів.
Захисний рів є блискучим зразком військово-інженерного мистецтва старовини. Він обходить місто зі сходу та півночі. Немає сумніву, що спочатку тут був природний яр, який розширений пізніше, але не дуже значно. Проте, рів для ворога був непереборний, бо із зовнішнього боку, на всю довжину має своєрідну платформу шириною 8—10 м з низьким бар'єром (при обробці скелі виконана колосальна робота), яку ніхто не міг минути, а опинившись на ній, той що атакує обов'язково потрапляв під обстріл захисників міста.
У системі охорони міста головну роль грала огорожа, яка саме зі сходу і півночі опоясувала його, відтворюючи рельєфу скелі. У головного входу вона створює широкий коридор і укріплена трьома могутніми напівкруглими баштами-контрфорсами. Огорожа сильно пошкоджена. У деяких місцях не залишилося навіть її сліду. А частини, що збереглися, неодноразово перероблені, але її основні будівельні шари все ж таки можна визначити.
Стіна огорожі закінчується біля північно-західних і південно-західних воріт, оскільки з цих сторін місто було захищене прямовисною скелею, що не вимагала спеціального зміцнення.
Двоє верхніх воріт міста (північно-західні і північно-східні) мали швидше символічне значення, чим практичне, оскільки до них зручніше підійти через нижні дороги.
У декількох десятках метрах на північ від городища в скелі проходить згадана вище велика траса, що є частиною відомого в давнину транзитного шляху, що зв'язував між собою країни Сходу і Заходу. Ймовірно каравани, що пересувалися нею, зупинялися в нинішньому селі Уплісцихе, розташованому в безпосередній близькості від скелястого міста, і звідти, через його південно-західний вхід піднімалися на священну скелю для поклоніння прославленим тутешнім божествам.
Цей вхід, який називають «малими воротами», є глибоко врізаним в скелі коридором завдовжки близько 60 м і найбільшою шириною 1,5 м і призначений тільки для пішоходів. На його середній частині знаходиться ще одна визначна пам'ятка Уплісцихе — недавно виявлене святилище розташоване біля воріт — кругла (діаметр — 4,3 м), наполовину видовбана в скелі будівля, південна частина якої була зведена великими блоками саманової цегли. Існування такої споруди в Уплісцихе не є несподіванкою. Круглі храми відомі як в Грузії (Вані, Мцхета-Цицамурі), так і в інших країнах світу еллінізму. Паломник який йшов в Уплісцихе обов'язково повинен був пройти через цей храм і тут зробити перше жертвопринесення. Але функція храму не вичерпувалася тільки цим. Під ним знаходиться колодязь-яма того самого діаметра, завглибшки 12 м, розділена на три поверхи. Вона не має прямих аналогій, не зважаючи на те, що ями різного часу і призначення є як в Уплісцихе, так і в інших місцях (наприклад колодязь у Вані, але він набагато глибший, має іншу форму і був тільки водоймищем).
Уплісцихський колодязь пов'язаний з певними релігійними ритуалами. Він врізаний в скелю до рівня річки Кури, від якої в нім поступає добре профільтрована вода, що стабільно тримається на рівні 2 метрів. А трохи вище, по всьому периметру колодязя, в скелі видовбана глибока полиця, з виїмкою посередині, в якій збирається, витікаюча сльозинками безпосередньо з скелі, кристально чиста вода. Отже, уплісцихсци в одному колодязі мали воду різної якості — з Кури — для пиття, а з скелі — для очищення відвідувачів священного міста. Це припущення підтверджується і тим, що колодязь розташований під храмом. Храм і колодязь під ним були єдиним організмом, як в архітектурному, так і функціональному відносинах.
Храм біля воріт і колодязь зруйновані і спалені. При розкопках руїн виявлені залишки обвуглених великих балок міжповерхового перекриття, купи саманової цегли, предмети (кістки, керамічний посуд), які лежали колись на підлозі того або іншого поверху, хаотично перемішані один з одним, землею і каменями. Проте, вдалося встановити одну дуже важливу обставину: з різнохарактерного розпалювального матеріалу предмети ранньофеодальної епохи виявилися найпізнішими. Виходячи з цього, можна припустити, що знищення круглого храму і колодязя відбулося після хрещення Східної Грузії (337 рік) і здійснено руками перших християн. Агресивність християн проти язичників засвідчена і в інших частинах Уплісцихе. Релігія, що перемогла, жорстоко розправилася з переможеною.
У ранньофеодальну епоху не всякий мав право увійти до міста. Тому в ту епоху трохи вище зруйнованого храму були зведені нові ворота у вигляді двоповерхової башти, перший поверх (не зберігся) якої був проходом, що закривався, а другий (збереглася його одна стіна) — сторожовим постом.

### Південна частина міста

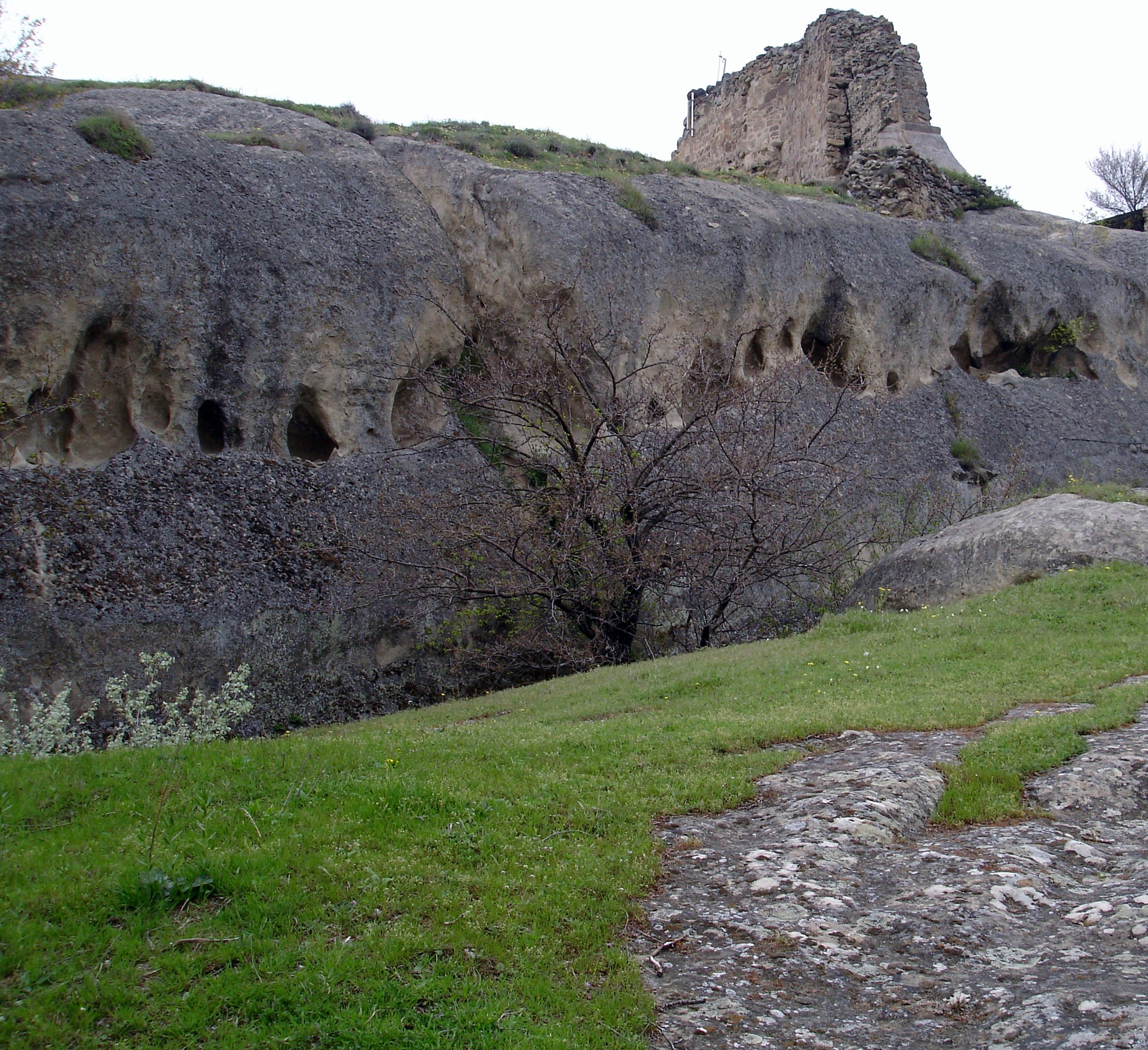
Залишки Великих воріт.

Реконструкція Великих воріт.

За залишками башти, знаходиться південна частина городища, висічена в скелі та має досить великий майдан, який міг бути місцем зборів людей, іподромом. Територія яка прилягає до нього розчленована на квадрати і прямокутники, що є скельними підставами будинків, створюючи свого часу надзвичайно щільну забудову. Більшість з них однокімнатні, без господарських приміщень. Є декілька двокімнатних, загальна площа яких не перевищує 20—25 м². Останні такі маленькі, що в них ледве могла розвернутися одна людина. З усього видно, що в цій частині міста жили люди, що знаходяться на найнижчому соціальному рівні. За свідченням одного стародавнього автора, в храмовому суспільстві такими були раби-служителі культу (ісродули).
Посередині забудови розташований штучний рів зі сходами, від якого починається тунель у вигляді круглої (діаметр 3 м) шахти, що спускається до підошви скелі. Вона була таємним входом в місто і при необхідності пов'язувала його із зовнішнім світом.
У даний час уплісцихський тунель виходить на путівець, а у минулому з'єднувався прямо з річкою. З'ясувалося, що Кура в цьому місці часто міняє русло і протягом століть не раз пробивалася до уплісцихським скель.
У цій частині міста, на відміну від двох інших його частин, немає храмів. Існує лише один єдиний жертовник, розташований поблизу тунелю. Таких жертовників в Уплісцихе налічується досить багато, і вони об'єднуються в певний тип архітектурних споруд, який можна назвати овально-купольним, оскільки він заснований на овальному (іноді круглому) плані і перекритий куполом, відкритою з одного боку на всю висоту. Аналогічні будови не виявлені ні в Грузії, ні за її межами. Тільки далеку схожість можна знайти між ними і жертовними нішами урартських міст.
Південна частина городища виділена від його центральної частини глибоко врізаною в скелю вулицею-ровом, яка прямою лінією перетинає все місто зі сходу на захід. Ймовірно, вхід в храмову частину міста звідси був регламентований, на що указують розташовані уподовж вулиці залишки маленьких келій (5 з одного боку, 3 з іншою), можливо, призначених для рабів-охоронців, що обмежували допуск відвідувачів до священних місць міста. Більш того, людина яка йшла цим шляхом спершу потрапляла в маленький храм, розташований наприкінці вулиці, очищалася в нім і лише після цього продовжував хід до основних храмів. Подібна скельна вулиця розділяла один від одного центральну і північну частини міста. Можливо, і з цього боку не всі мали право вільного підходу до тих же храмів.
Можна припустити, що великі ворота, прорубані в південно-східній частині скелі, призначалися для вибраних, привілейованих відвідувачів церкви, оскільки тільки через них можна було потрапити безпосередньо в священну частину міста. Відразу ж за верхнім порогом великих воріт розташовані сходи, точніше, ледве помітні в наш час[коли?] три або чотири довгі і широкі ступені. Подібні сходи краще збереглися біля північно-східних воріт, але ні тут, ні там їхнє існування функціонально не виправдане. Вони мали символічне значення, додаючи елемент урочистості ходу до сакраментальних місць (у країнах Стародавнього Сходу існує безліч прикладів використання сходів для урочистого сходу до храмів).
Праворуч від великих воріт можна побачити залишки культової башти, а попереду в скелі є отвір овально-купольного жертовника. Тут же починається головна вулиця, яка потім повертає направо, перетинаючи всю центральну частину міста в північному напрямі. Всі інші провулки та вулиці стікаються до неї. На ній же розташовано водостічний канал.
На початку вулиці в скелі висічений досить великий зал, що є святилищем розташованим біля великих воріт. Це П-образна будівля без передньої стіни, яка має аналоги в Катланіхеві і Вані, а також у гірських районах Грузії. Поряд зі святилищем вирито три великі ями, що різко відрізняються від ями під круглим храмом на малих воротах, але що мають багато аналогів на всій території городища. За структурними особливостями їх можна розділити на певні групи: перша — бочкоподібні, завглибшки 2—3 метри, діаметр середньої частини зазвичай рівний їхньому вертикальному розміру; друга — циліндрові з діаметром 1 м, часто дуже глибокі, до 8—9 метрів; та третя — спарені, кожна з яких має форму ям першої групи, але сполучені вони один з одним у вигляді вісімки.

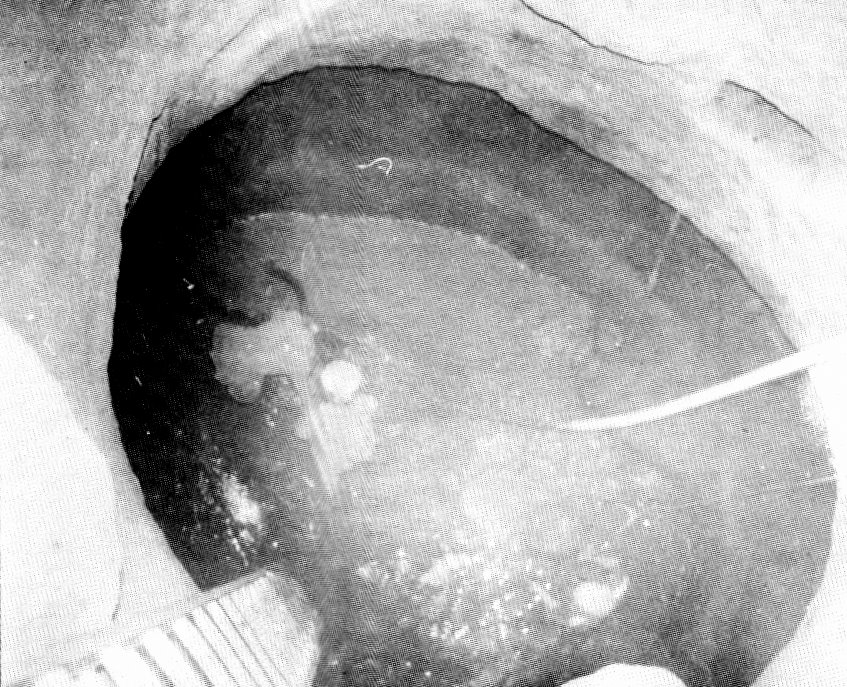
Сучасний вигляд жертовної ями.

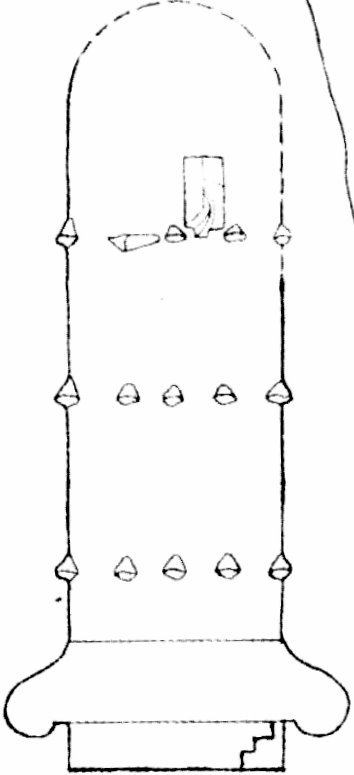
Реконструкція жертовної ями.

Ці ями були жертовниками і існували ще до ранньофеодальної епохі. Жертвопринесення в них здійснювали символічно — кидали кістки і вливали кров жертовних тварин. Кров до дна ями пускали двома вертикальними борозенками на всій її висоті. Вони призначалися для жертв підземним, хтонічеським божествам, будучи ботросами-святилищами кабіров. У стародавньому світі культ кабіров був поширений на широкому ареалі. Їм поклонялися і в грецьких колоніях Північного причорномор'я, і в Колхіді і в Іберії. Їхнє головне святилище знаходилося в Самофракії. Обряди, присвячені їм, виконувалися з надзвичайною таємничістю.
Далі на центральній вулиці розташовані «покої» божеств, пов'язаних із землею і небом. Ця територія так само, як і все місто в епоху еллінізму була інтенсивно забудована.
Досить довгий відрізок вулиці йде краєм великого яру, який був повністю засипаний наносною землею, а в наш час[коли?] розчищений до дна. У скельному місті найцікавішим в археологічному відношенні виявився саме цей яр. У нього різними шляхами і в різний час потрапили багато предметів, які відображають всі етапи історії Уплісцихе.
У яру збереглися залишки будівель, які частково висічені в скелі і потім завершені кам'яною, дерев'яною або цегляною кладкою. Найвище розташований великий зал (15х20 м), решта споруд же розміщалася на терасах, що ступінчасте сходять вниз. На підлозі залу знайдені археологічні матеріали еллінізму і пізньо-античного періодів, що свідчать про те, що і цей зал був зруйнований в ранньохристиянську епоху, коли відбувся сильний катаклізм, що відбувся в Уплісцихе. Зал повинен був мати плоске перекриття, яке, враховуючи оптимально можливу висоту споруди, знаходилося на рівні центральної площі городища і, зливаючись з нею, штучно розширювало її загальні габарити.

### Північна частина міста
Північна частина Уплісцихе за площею набагато перевищує південну, але менше за центральну. Вона щільно забудована. Велика частина печерних і звичайних споруд є житловими або господарськими приміщеннями, але є і культові споруди, притому всіх типів, окрім храмів з склепінчастими портиками.
За характером забудови можна припустити, що жителі цієї частини міста за своїм соціальним положенням явно відрізнялися від мешканців інших його частин. Скоріше за все це були теофоріти, вільні люди, нижчі служителі культу, яких на ранньому етапі історії Уплісцихе, можливо вибирали як жертви якомусь божеству. Ймовірно, вони ж вели дуже складне храмове господарство міста, яке також, за непрямими даними, було добре організовано. Проте, про їхню діяльність ми можемо мати реальне уявлення тільки відносно одного факту: вони доглядали за міським сховищем вина, що має особливе значення для Уплісцихе. Це сховище — єдине в місті — через свої значні розміри можна назвати Великим.
У 4 — 3 століттях до н. е. обнесений ровом скельний масив міста вже повністю був освоєний. Більш того, освоєні були великі території за межею міста на північ і схід, де до цього дня збереглися ряд цікавих археологічних і архітектурних об'єктів. У Уплісцихе і згодом висікалися, зводилися, перебудовувалися і ремонтувалися будівлі, проте будівництво великих масштабів тут вже не проводилося, до того ж, для цього не було практичних можливостей.
Повідомлення про відновні роботи, проведені в місті в 1 столітті до н. е. царем Арсуком, міститься в письмових джерелах. Проте які конкретно споруди були відремонтовані в цей час встановити неможливо.
У цьому відношенні набагато красномовніші археологічні матеріали — керамічний посуд різного призначення, монети, металеві і кам'яні предмети. Вони доводять, що в Уплісцихе людська діяльність завжди була інтенсивною. Як найважливіший релігійний, а також політичний, економічний і культурний центр Картлі, він протягом античності був активним учасником всіх подій в житті країни.

### Велике сховище вина

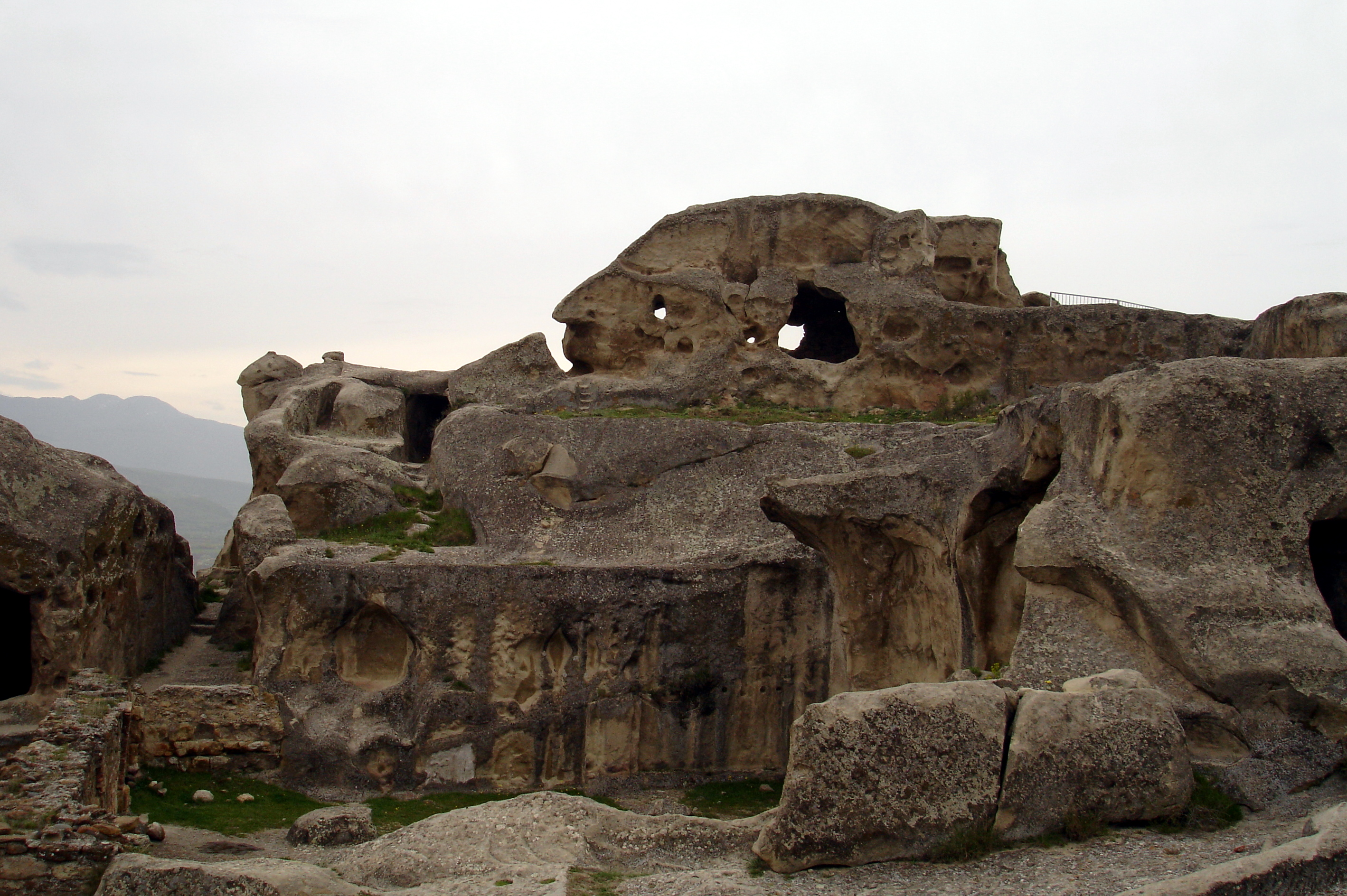
Центральна частина міста.

Велике сховище вина розташоване на терасі і складається з трьох приміщень, розміщених на різних рівнях, і тому має вельми оригінальну архітектурну зовнішність. Частково збереглися лише його дві стіни, висічені в скелі, а дві останні, побудовані з каменя, зруйновані. У цих трьох приміщеннях знаходилися 58 великих винних глеків, підстави яких були всаджені в спеціальні виїмки в скелі. Сховище забезпечувало все місто священним вином, одночасно виконуючи роль своєрідної молельні. А то, що в стародавній Грузії сховище вина було містом священного богослужіння, підтверджується численними археологічними і етнографічними матеріалами.
Розкопки і розчищення великого сховища дали вельми цікаву картину. Виявилось, що його зруйнували і спалили в ранньо-християнську епоху, але не стихійно, а свідомо і обдумано: спершу витягали із землі глеки, безумовно, для подальшого використання (при цьому чотири з них розбилися і залишилися на місці), а потім споруду спалили. Тут так само, як і всюди, пам'ять нащадків зберегла традицію минулого. У період розвиненого феодалізму в одному з трьох приміщень колишнього вино-сховища знов виникло язичницьке святилище у вигляді вогнища, глиняний вівтар якого, де здійснювався якийсь ритуал, але вже скромніше і таємно, має форму підставки з арками.

## Архітектура Уплісцихе

Храм Маквліані.

Храм Маквліані (реконструкція).

Унікальність Уплісцихе полягає і в тому, що його первинну зовнішність навіть сьогодні можна уявити з достатньою ясністю. У Уплісцихе немало печерних споруд, які за весь цей час не зазнали істотних змін, а всі інші споруди його часу до нас збереглися в руїнах.
Уплісцихські будівлі висічені в скелі із застосуванням звичайних наземних будівельних прийомів. Тому тут часто зустрічаються характерні елементи кам'яної і дерев'яної архітектури: колони, пілястри, бази, капітелі, арки, балки, кесони, тобто весь репертуар архітектурного мистецтва, основна частина якого в даному випадку не має конструктивного призначення і є лише декоративною прикрасою, що визначає високу художню якість уплісцихських печерних залів.

### Технологія будівництва
Організацію і проведення будівельних робіт в Уплісцихе можна представити таким чином: спочатку проводилися досить складні обчислення для перетворення абстрактної архітектурної ідеї на конкретні геометричні вимірювання, що виключають будь-які істотні помилки і випадковості під час проникнення в невидиму масу скелі. Цілком допустимо і те, що для таких складних комплексів, яким є храм Маквліані, що займає понад 300 м² площі і що складається з десяти розташованих на різних рівнях приміщень, заздалегідь створювалася архітектурна модель, що враховувала всі технічні особливості конкретної ділянки скелі, її розміри, конфігурацію і розташування в просторі. При перенесенні моделі в натуру знов було потрібне уточнення розмірів, їхніх співвідношень і допустимих відхилень. Будівельники Уплісцихе повинні були мати великий досвід не тільки архітектора, але і скульптора.
На початковому етапі скеля оброблялася грубо: робилися дві глибокі паралельні борозенки і масу, що залишилася між ними, легко вибивали одним ударом долота. З наближенням до передбачуваної стіни обтісування велося обережніше і витонченішими інструментами. Після вирівнювання всіх стін, профілів і орнаментів, починалася їхня обробка, або протирання, для якого застосовувалися абразивний камінь і вода. Але метою цього трудомісткого процесу було не тільки додання будівлі бажаного стану. Вода під час тертки виносила з глибини скелі різні мінерали, створюючи на поверхні міцну кірку, яка зберігала, а в деяких місцях і сьогодні зберігає скелю від вивітрювання.
Грузія як гірська країна багата печерними спорудами, але Уплісцихе своєю технічною і художньою досконалістю дуже відрізняється від них. Проте, перерахованими даними воно не є винятком і має аналогії (хоча і далекі) в пам'ятниках інших країн. Серед них слід згадати столицю Набатейського царства — місто Петра і інші печерні комплекси Трансіорданії, які, також як і Уплісцихе, в основному відносяться до епохи еллінізму.
Архітектори уплісцихських печерних споруд спиралися на традиції кам'яної, цегляної і дерев'яної архітектури, зразки яких відомі в багатьох куточках античної Грузії. Є вони і в Уплісцихе. Це перш за все огорожа городища, зведена, судячи за первинними фрагментами, що збереглися, з сирцевої цегли на фундаменті з тесаних кам'яних квадрів, посаджених у спеціальні гнізда, вирізані в скелі.
Цей будівельний прийом ясніше простежується на залишках чотирикутної культової башти, розташованої поблизу головного входу поблизу огорожі. Для спорудження башти скеля вирівняна спеціально. На ній сухою кладкою, такою звичайною для античного періоду, укладено декілька рядів квадрів з чудово обробленого білого вапняку, які зв'язані між собою металевими скріпленнями у формі хвоста ластівки, що теж характерне для будівельного мистецтва вказаного часу. Верхній поверх башти був зведений з цегли-сирцю і в наш час[коли?] обвалений в яр.

### Античний період
Всі античні печерні споруди Уплісцихе — одноповерхові. Будівельники цієї епохи добре знали, що тутешній пісковик не зможе витримати конструкцію в декілька поверхів. Середньовічні майстри порушили цей принцип і результат виявився плачевним: велика частина вирубаних в скелі два- і триповерхових печер цього періоду з часом прийшла до непридатність або повністю зруйнувалась.
У античну епоху в скелястому місті господарські приміщення були в обмеженій кількості і притому тільки певного призначення. А в середньовічний період тут з'явилися безліч вогнищ, тондиров, ніш і різних пристосувань, а також приміщення для худоби і таке інше. У віддалених кварталах городища і понині знаходяться залишки численних житлових споруд для бідняків, що збудованих зі рваного каміння на земляному розчині, які свого часу мали вельми непривабливий вигляд поряд з прекрасними стародавніми будівлями. Але саме в них збереглися предмети, що характеризують побут жителів Уплісцихе (домашній інвентар, вогнище, тондир) і, що особливо важливе, збереглися язичницькі ритуальні вогнища. Уплісцихци у власних будинках таємно від чужих очей палили фіміам ідолам своїх предків. Збереглося подібне вогнище-вівтар, воно знаходиться на місці великого марані, це масивна глиняна підставка, що має зверху чотири рогоподібних виступу, а попереду арку і обгороджений каменями чотирикутний «двір». Трохи нижче від нього в іншій будівлі виявлено ще одне ритуальне вогнище, на одному з фрагментів якого, що є керамічною плиткою, схематично зображені фігура птахоголової людини що стоїть на коні, а також символи небесних світил. Ці зображення за формою і змістом тісно пов'язані із зразками обрядового мистецтва язичницької епохи.
Третій вівтар зберігся краще за всіх. Він має овальний план і куполоподібну форму і в точності повторює структуру уплісцихських печерних святилищ овально-купольного типу, ще раз і вже остаточно підтверджуючи думку про те, що останні мали культове призначення. Ці ритуальні вогнища зовні Уплісцихе не мають прямих аналогів.

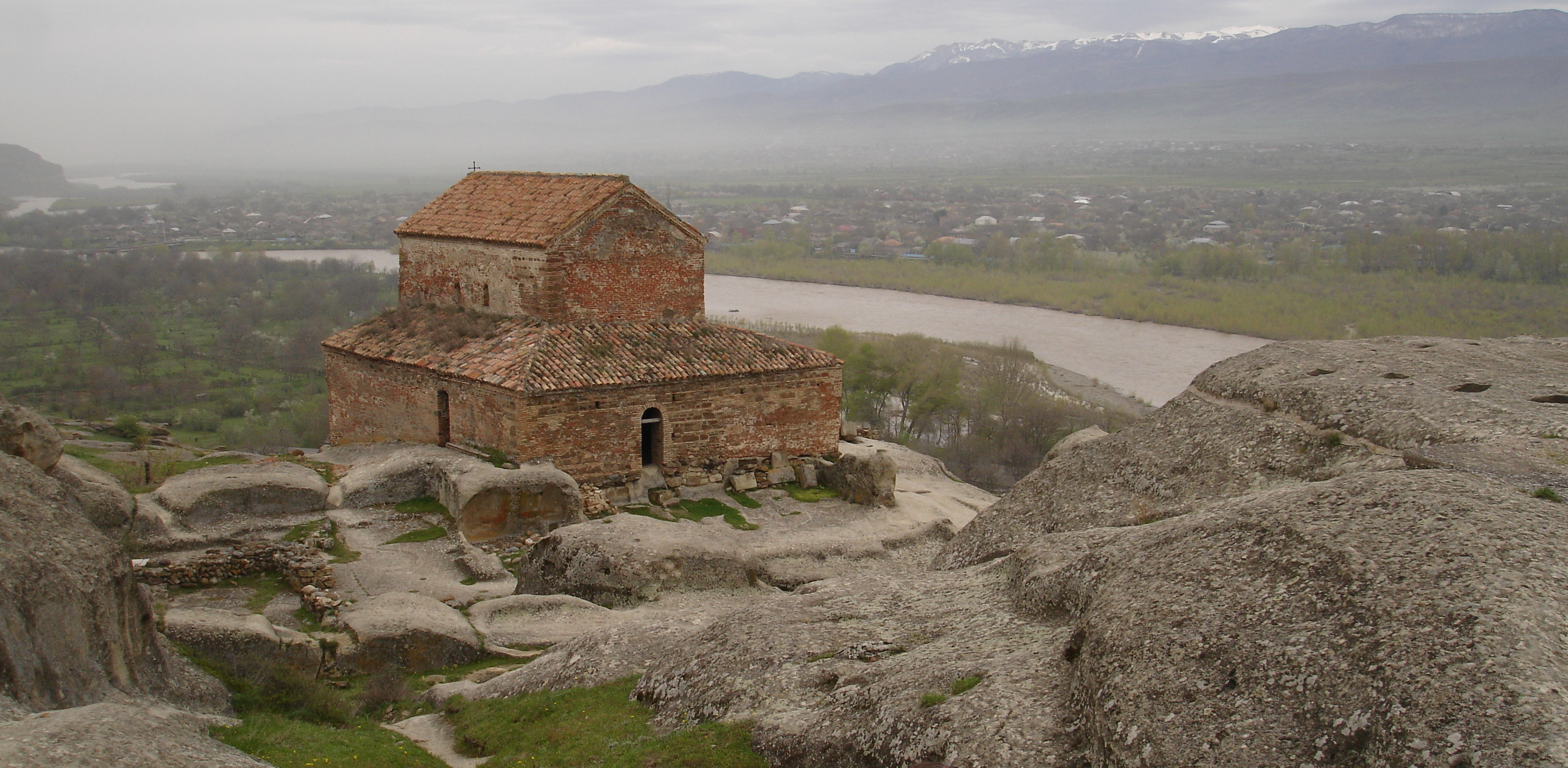
Християнська церква Уплісцулі, збудована на місці головного язичницького храму.

Уплісцихський житель, виходячи кожен ранок зі своєї хатини з язичницьким вівтарем, входив в християнську церкву, розташовану буквально в двох кроках і там теж молився, бо і вона для нього була святилищем. Церква має дивну назву — Уплісцулі (син владики), в якому поєднанні великий бог-владика язичників і християнський бог-отець. Це та сама церква, яка зайняла місце головного язичницького храму, зруйнованого після приходу християн в Уплісцихе. Вона є трьохцерковною базилікою. Її підковоподібні архітектурні форми, а також деякі інші риси говорять про те, що вона належить ранньохристиянському періоду і датується другою половиною X століття. Церква носить сліди багатократного руйнування і відновлення. У 12—13 століттях вона ґрунтовно відремонтована, а в 12—13 століттях її стіни фактично наново відбудовані, а над південним входом зведена невелика дзвіниця.

### Середньовіччя
Від епох зрілого і пізнього середньовіччя в Уплісцихе збереглися також декілька церков, висічених в скелі, проте вони не мають будь якої значної архітектурно-художної цінності.
Існують також житлові печери того ж часу, серед яких слід виділити одноколонний зал, висічений в середній частині городища. Він привертає увагу оригінальними об'ємами інтер'єру, плануванням і архітектурною обробкою стін, проте, як в технічному, так і художньому відносинах виконаний на низькому рівні.
Уплісцихе під час свого другого відродження мав абсолютно іншу зовнішність і це не зважаючи на те, що в ньому не було більш-менш видатних нових споруд. Структура міста втратила свою колишню стрункість, а перероблені в житла храми — урочистість і чіткість архітектурних форм. Все було перероблене стихійно і без всякої системи. Своє житло кожен влаштовував так, як міг і хотів. Наприклад, наприкінці головної вулиці, у центральної площі перед чудово висіченим в скелі овально-купольним святилищем епохи еллінізму з'явилася глинобитна стіна, яка відокремлювала його від навколишнього архітектурного середовища.

### Храми групи «Маквліані»
Окремо стоїть група храмів, що різко виділяється складністю структури і високими архітектурними якостями. Найзначніший з них розташований на схід від яру і умовно названий «Маквліані». Храм складається з десяти приміщень, об'єднаних в цілісну архітектурну систему, організуючим елементом і композиційним центром якої служить склепінчастий портик, що розташовано на високій платформі. Храм і портик повернуті на південь. З решти сторін портика розташовані по два приміщення. Стеля одного з них, що примикає до портика з півночі, покрита квадратними кесонами. Обабіч того ж портика симетрично розташовано два тайники з круглими лазами, що явно служили скарбівницями храму.

Храм з круглими балками.

Храм з круглими балками (реконструкція).

З портика восьмиступінчастими парадними сходами можна спуститися у великий, відкритий зверху зал, уздовж трьох стін якого знаходяться двоступінчаті сидіння для жерців. У залі, а також на майданчику перед портиком привертають увагу два круглі поглиблення, призначених для зливання крові жертовних тварин. Подібні ямки є в багатьох печерних комплексах Уплісцихе. Зустрічаються вони (частіше — чотирикутної форми) і в інших місцях.
У сьомому і восьмому ступенях парадних сходів вирубано квадратне поглиблення для вівтаря-трапезної, форма якої — квадратний в перетині стовпчик зі встановленою на нім плоскою плитою — добре відома з матеріалів Вані, Борі і Мцхета. Та і самі сходи мають прямі аналогії. Найближча з них знаходиться у Вані і веде до ритуальної площі.
Кількість ступенів сходів в Маквліані викликає особливий інтерес, бо при спостереженні з'ясовується, що для її нормального функціонування не було ніякої необхідності вирубувати останню, нижню сходинку. Вона додана через сакральне значення числа вісім, що відповідає традиції, що існувала як в Грузії, так і на Сході, наприклад, в Ірані. (Не випадково, що легендарний Картлос — епонім грузин — був одним з восьми братів, а в Сванетії в хороводи під час свята «Мурквамоба» ставали в коло по вісім чоловік тощо).
Число вісім пов'язано з сонцем: в Урарту, на Кармір-блуре знайдено фрескове зображення сонячного диска з вісьма променями (є і інші приклади). Отже, Маквліані можна вважати храмом сонця.
Частина південної стіни Маквліані зведена з рваного каменя на вапняному розчині і зберегла фрагменти первинної штукатурки. У цій стіні розташовані двері, які ведуть в храм. Вони свідомо зміщені убік від осі симетрії споруди і виходить на широкий майданчик, загальний для Маквліані і сусіднього з ним аналогічного, але менших розмірів храму.
Спрощеними варіантами цього ж типу є печерні храми Уплісцихе з 3, 4, 5, 6, 7 і 8 приміщеннями. Проте в кожному з них представлені основні елементи типу — склепінчастий портик і відкритий зверху зал. Ці храми, усі без винятку, сконцентровані в центральній, власне храмовій, частини городища.
Ще один храм цього типу, розташований на обриву, на південно-західній околиці городища, деякими дослідниками він визначається як театральна споруда. Підставою для такого визначення стала наявність триярусних сидінь уздовж краю відкритого зверху залу-двору, що має в плані форму чверті круга. Проте, подібні сидіння є і в Маквліані, і в декількох інших храмах такого ж типу. Отже, немає підстави за даною ознакою вважати відмічений комплекс театральною спорудою. Цей і всі інші комплекси Уплісцихе, що мають сидіння уздовж стенів відкритих залів-дворів, є храмами, святилищами, молельнями, проріцаліщами, будинками для зборів жерців. У залежності від того, якому святому був присвячений той або інший храм, у певні дні там збиралися жерці, здійснювали таємний ритуал прорікання і разом з тим вирішували мирські (політичні, культурні, господарські) справи. Головний жрець володів і світською владою. У тих же храмах могли здійснюватися і релігійні дійства-містерії, що театралізувалися. Наприклад, Маквліані, зі своїм великим залом, що підносяться над ним платформою, склепінчастим портиком і бічними приміщеннями мов би призначений саме для цієї мети. Так, що функцію своєрідного театрона, скоріше за все, несли всі подібні храми.

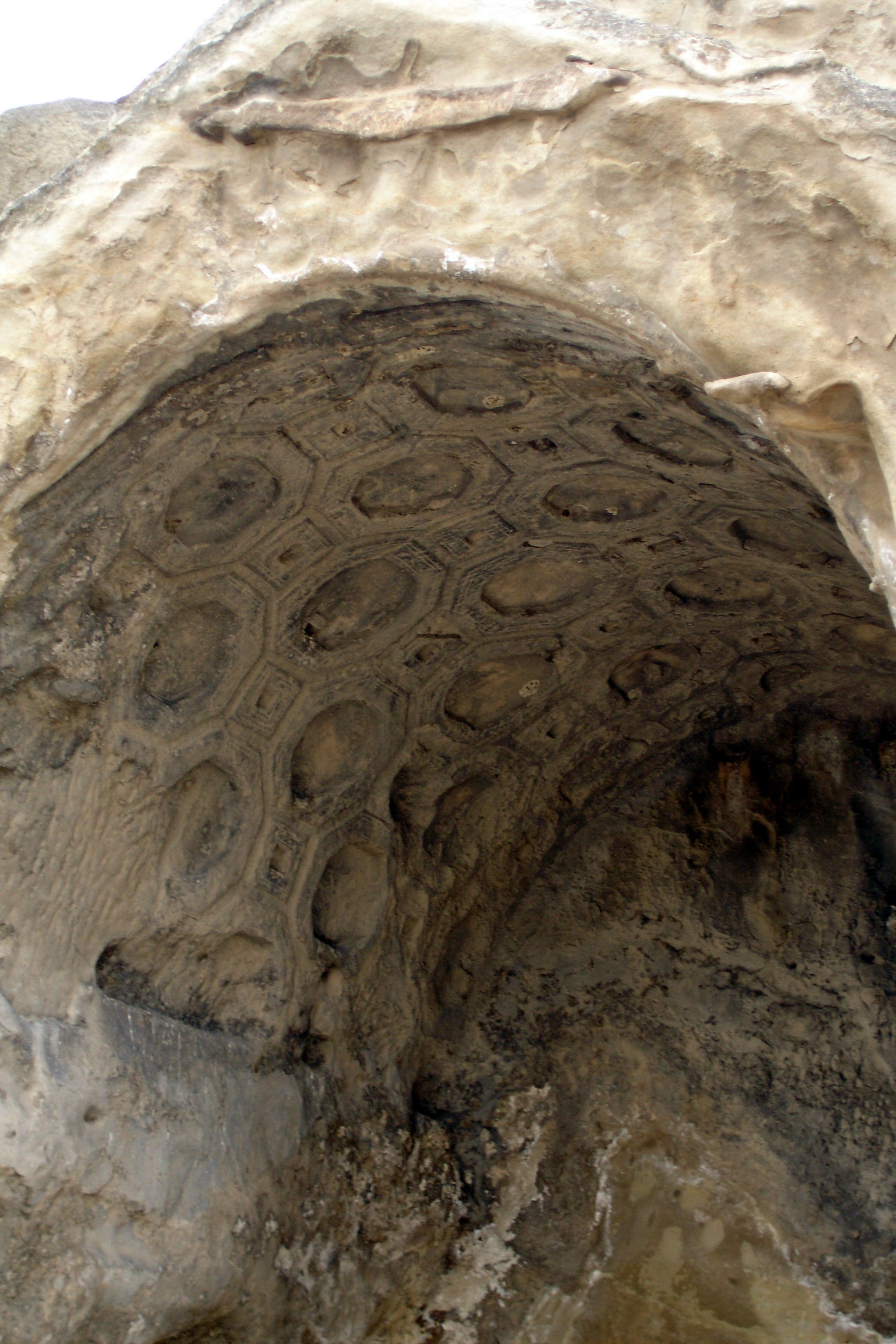
Частина храму з кесонами.

Реконструкція частини храму з кесонами.

Храм у обриву виділяється, в першу чергу, своїм чудовим вбранням. Фасад храму завершений фронтоном, в якому органічно включений напівкруглий абрис зведення портика. А саме зведення прикрашене восьмигранними кесонами, близькі аналогії яких відомі в архітектурі Риму імператорської епохи. Виходячи з цього положення, храм слід датувати першими століттями нашої ери. І оскільки в Уплісцихе є і інші подібні за художніми і технічними даними комплекси, то вказану епоху можна вважати ще одним значним будівельним періодом в історії міста.
Поряд з храмом і над ним, в одному і тому ж скельному масиві вирубані і інші приміщення, стеля одного з яких оформлена круглими «балками», що імітують конструкцію дерев'яного перекриття. Ці приміщення явно старіше за храм і відносяться до основного будівельного періоду Уплісцихе, тобто до рубежу першого століття до н. е. Тому, не позбавлено підстави припущення, що на місці храму раніше існувала печерна споруда іншого типу, що піддалася згодом ґрунтовній переробці. Проте, архітектурна структура цього пізнього храму така ж, як і інших комплексів того ж типу. А це пояснюється тим, що в Уплісцихе архітектурні теми і технічні (часом навіть художні) прийоми протягом століть фактично залишалися незмінними.
На центральну площу, розташовану в кінці головної вулиці городища, виходить одне з найвидатніших його печерних споруд — двоколонний зал, який належить до якнайдавніших комплексів Уплісцихе. Він виділяється своїми розмірами, досконалістю технічного виконання, витонченістю архітектурних форм і високою якістю обробки скелі. Цей зал пізніше був названий залом цариці Тамари.
Комплекс складається з великого залу і що примикають до нього з трьох сторін приміщень, які з'єднуються між собою напівкруглими арками. У комплекс входить також розташований перед залом двір, що має іррегулярний контур. Стеля залу розділена плоскими декоративними елементами, що імітують дерев'яні конструкції. Зал мав дві восьмигранні основи, від яких нині збереглися залишки баз, а на стелі — сліди капітелей. Основи навряд чи могли мати конструктивне значення, бо з часу їхнього руйнування пройшло вже декілька століть, а стеля будівлі як і раніше залишається непошкодженою. Звертає на себе увагу циліндровий світодимовий отвір, прорубаний в стелі залу, є також ремінісценцією аналогічного отвору, вживаного в дерев'яній архітектурі. Передній фасад залу зруйновано, і його уламки у вигляді величезних глиб лежать у дворі. У центрі фасаду були досить широкі двері, обабіч яких було поміщено два арочні вікна. Вони виходять в двір, який в наш час[коли?] обгороджений високою стіною, збудованою з кругляка, і відноситься до пізнього середньовіччя. Наявність відкритого двору дає нам право вважати зал Тамари варіантом головної архітектурної теми Уплісцихе, в якому відсутній тільки один з її основних просторово-об'ємних елементів — склепінчастий портик. Отже, немає сумніву в тому, що і ця споруда була храмом. Це припущення підтверджується наявністю в центрі двору широкого круглого поглиблення, яке явно мало ритуальне призначення.
Серед згаданих культових споруд Уплісцихе є і великі і маленькі, непоказні і першокласні зразки архітектурного мистецтва, але немає головного храму. Він знаходився на найвищому і виднішому місці скельного масиву, там, де в наш час[коли?] розташована християнська церква, домінуюча над всім городищем. Фактами встановлено, що часто християнські церкви зводилися на стародавніх, традиційних культових місцях, символізуючи перемогу однієї релігії над іншою.
Ймовірно, так відбулося і в Уплісцихе, де головний язичницький храм був не печерним, а побудованим звичайним наземним способом споруда. Можливо, цьому храму належали добре оброблені квадри з темного граніту, включені подекуди в цегляну кладку церкви, а що знаходиться під її східною стіною невелике, але широке поглиблення в скелі, було входом в храм.
Таким чином, центральна частина Уплісцихе була його храмовою ділянкою. Тут були споруди й іншого призначення, але в невеликій кількості. Це житла і трапезні вищих служителів культу (жерців-правителів міста), трапезні суспільного користування, а також різні допоміжні приміщення. Всі вони в порівнянні з храмами повинні були бути спорудами, видовбаними або збудованими менш старанно і менш якісно. Тому жодне з них не збереглося в первинному вигляді, а за їхніми залишками надзвичайно важко виявити конкретне функціональне призначення будь-якої з подібних будов.
Визначенню піддаються лише давильні для винограду (їх п'ять по всьому городищу), від яких збереглися тільки скельні підстави, ймовірно, що вимазали свого часу водостійким розчином. У зв'язку з цим стає очевидною ще одна важлива обставина: виноград спеціально підіймали в місто з метою освячення його цілющого соку. А само вино зберігали у сховище, розташованому на північній околиці городища.

## Археологічні роботи
З 1957 року городище Уплісцихе вивчає комплексна архітектурно-археологічна експедиція Державного Музею мистецтв Грузії (керівники — Аміранашвілі Шалва Ясонович, Саникідзе Тамаз Євгенійович). Експедицією виявлені багатющі матеріали як в самому місті, так і в його околицях (у нинішніх селі Уплісцихе, Катланіхеві, Лашетхеві, Бамбебі і т. д.), підтверджуючі особливе положення Уплісцихе серед міст стародавньої Картлі. Вони ж відображають політичне, економічне і культурне життя не тільки цього важливого регіону історичної Східної Грузії, але і всієї країни, починаючи з епохи ранньої бронзи до пізнього середньовіччя, це свідчить про зв'язки стародавнього населення Уплісцихе з Урарту, Іраном, Вірменією, Грецією, Римом і іншими країнами.
Зараз[коли?] городище повністю розчищене, укріплені або законсервовані його окремі споруди, виявлені основні періоди будівництва, а також його містобудівні, архітектурно-художні і технічні особливості.

### Археологічний матеріал і скарби
Найзначнішу свою таємницю місто відкрило тільки під самий кінець розкопок. У 1977—1978 роках в його південній частині, на глибині шести метрів від первинної поверхні був знайдений скарб, що послужив ключовим моментом для визначення основної функціональної своєрідності Уплісцихе як храмового міста язичницької епохи.
Скарб був укритий в будові з глинобитною підлогою, контури якої так і не вдалося встановити, він лежав в дерев'яній скрині з чотирма бронзовими ніжками у вигляді бичачих копит, покритому саваном з товстої лляної тканини. Пів приміщення виявився суцільно засипаним золотими розетками, нитками, різноманітними намистами. Там же опинилися три пластинки досить великих розмірів: одна з них має форму трикутної пальметки, а ще дві з зображенням квитків лотоса. Всі вони, поза сумнівом, прикрашали саван скрині, яка, розшитий і прикрашений так само, символічно зображав небо (квітка лотоса, пальметки і розетки мали символічне значення).

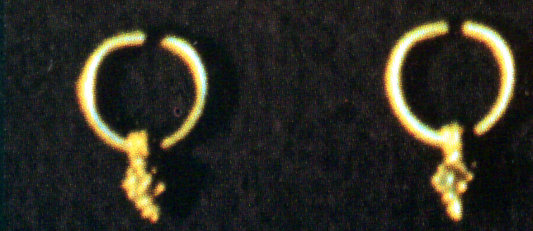

Під таким розкішним покривалом повинні були бути укриті предмети абсолютно особливого значення і призначення. Весь вміст скрині — бронзові дзвіночки, фаланги тварин, мініатюрні керамічні судини, брязкальця, обприскувач священної рідини у вигляді фігурки птаха і, що саме головне — теракотова статуетка — поза сумнівом мали ритуальне призначення.
Ця статуетка зображає богиню спадкоємицю богині-матері з Катланіхеві. Вона імпортована з Танагри — найважливішого центру грецької коропластики, звідки подібні статуетки розходилися всім світом еллінізму. Зразків танагрськой коропластіки збереглося досить багато, проте, сміливо можна сказати, що серед них уплісцихськая статуетка одна з найпрекрасніших.
У тому ж приміщенні, поряд зі скринею лежали залишки чотирьох залізних ободів від великих дерев'яних коліс, що мають різні діаметри (170, 130, 47 і 39 см). Два перших виковані з масивного металу і прикрашені крупними кульками головками цвяхів (діаметр 5 см). Обидва маленькі обідки повторюють структуру великих, але зроблені з тонкого заліза і замість кульок прикрашені шестигранними плоскими шапками цвяхів. Всі вони сильно пошкоджені.
Колеса навряд чи могли належати колісниці або гарбі через те що вони різного діаметра, непрактичності розмірів і зовнішньої прикраси. У гірських районах Грузії засвідчено поклоніння колесу, як символу сонця і богині матері. Магічне значення приписуюся також колу і числу чотири. Яскравим прикладом цього є ешерський кромлех (перша половина II тисячоліття до н. е.), що складається з чотирьох концентричних кіл. Виходячи з цього, можна вважати, що чотири колеса з Уплісцихе символізували представників язичницького астрального культу — сонце, місяць, ранкову зірку і зірку-покровительку міста. Подібні емблеми, але малих форм, у вигляді керамічних дисків, збереглися в багатьох місцях і у великій кількості (зокрема в Уплісцихе і Катлані-хеві).